# Юляристиоя
Ю́ляри́стио́я (карел. Yläristioja) — деревня в Питкярантском районе Республики Карелия. Является частью города Питкяранта. Входила в упразднённое в 2023 году Питкярантское городское поселение.

## История
Деревня расположена на берегу Ладожского озера на территория бывшего финского населённого пункта Ristioja, изначально состоявшего из двух частей: Ala-Ristioja и Ylä-Ristioja. Название было дано по текущей рядом реки Ристиоя. До 1940 года это был Сальмисский уезд.

## Улицы
- СНТ Горняк
- СНТ Заводской
- СНТ Строитель[4]